# Scinax constrictus
Scinax constrictus é uma espécie de anfíbio da família Hylidae. Endêmica do Brasil, onde pode ser encontrada nos estados de Goiás, Tocantins e Mato Grosso.